# Boulmanga
Boulmanga est une localité située dans le département de Yalgo de la province du Namentenga dans la région Centre-Nord au Burkina Faso. 

## Géographie
Localité très dispersée entre divers centres d'habitations, Boulmanga est située à 7 km au nord-ouest de Yalgo, le chef-lieu du département, et de la route nationale 3.

## Économie
L'agriculture vivrière et maraîchère permise par l'irrigation par les eaux du lac du barrage de retenue de Yalgo est la principales activité du village.

## Éducation et santé
Boulmanga accueille un centre de santé et de promotion sociale (CSPS) tandis que le centre médical (CM) est à Tougouri et que le centre médical avec antenne chirurgicale (CMA) de la province se trouve à Boulsa.
Boulmanga possède une école primaire publique.